# Кристоф фон Щадион
Кристоф фон Щадион (на немски: Christoph von Stadion Bischof von Augsburg; * средата на март 1478, Шелклинген, Баден-Вюртемберг; † 15 април 1543, Нюрнберг) от благородническата швабска фамилия фон Щадион, е от 1517 до 1543 г. епископ на Аугсбург.

## Произход и образование
Той е син на Николаус фон Щадион († 1507) и съпругата му Агнес фон Гюлтлинген. Внук е на Панкрац фон Щадион († 1467) и Агнес фон Лаубенберг. Брат е на Йохан фон Щадион (†1530/1537), Николаус фон Щадион († сл. 1513) и на Агата фон Щадион, омъжена за Бернхард Шенк фон Винтерщетен.
Кристоф фон Щадион посещава латинското училище в Шелклинген и в Тюбинген. На 22 април 1490 г., на 12-годишна възраст, е записан да следва в университета в Тюбинген. След 28 януари 1494 г. като магистер на „Артистенфакултет“ той следва духовно право в Болоня и промовира там.

## Духовна кариера
През 1500 г. се връща в Германия и става епископски съветник, домхер (1507) и от 1515 г. катедрален декан. Той получава ранга императорски съветник.
През 1515 г. Кристоф фон Щадион е свещеник в Аугсбург. През март 1517 г. е коадютор-епископ на Аугсбург на епископ Хайнрих IV фон Лихтенау (1443 – 1517). На 20 април 1517 г. е избран за епископ на Аугсбург, с одобрението на папа Лъв X, и е помазан в църквата на Дилинген на 5 юли 1517 г. за епископ на Аугсбург.
На Великден 1536 г. той помазва Кристоф фон Папенхайм като епископ на Айхщет. Заради проблеми с Мартин Лутер той се мести в Дилинген ан дер Донау и резидира там в двореца.
Кристоф фон Щадион не се връща повече в Аугсбург и умира на 15 април 1543 г. в манастир „Св. Егидиен“ в Нюрнберг, където работи като императорски комисар в тамошното имперско събрание. Той е погребан в църквата в Дилинген. Император Карл V издига в негова памет метален „епитафиум“ в църквата „Св. Егидиен“ в Нюрнберг.

## Произведения
- 1517: Statuta diocesana Reverendissimi in christo patris et domini domini Christophori Episcopi Augustensis in celebratione Sinodi feria tercia post Galli Anno domini Millesimi quingentesimi decimiseptimi publicata. Auguste 1517 (Volltext PDF mit Wappen des Bischofs auf image 3: Hochstift Augsburg und von Stadion).
- 1518: Synodalrede.
- 1537: Warhaffte verantwurtung (…).